# Micheline Chau
Micheline Chau je predsjednica i glavni operativni službenik u LucasFilmu, jedne od svjetskih vodećih tvrtki zadužene za film i zabavu, koja pregledava dnevne operacije tvtke. U dodatku LucasFilm-ovih filmskih i televizijskih produkcija, koja je postigla 19 Oscara i 12 Emmy nagrada, Chau upučuje aktivnosti Industrial Light & Magic-a i Skywalker Sound-a, vodeće jedinice visualnih efekata i audio post-produkcije u industriji zabave; LucasArts Entertainment, koji razvija i izdaje software namijenjen zabavi za računala i konzole svjetskog razmjera; Lucas Online, stvoritelj široko aklamiranog starwars.com-a; Lucasfilm Animation, koji će stvarati animirane elemente i televizijske produkcije; i Lucas Licensing, koja vodi globalni merchandising (trgovanje razne robe) aktivnosti za LucasFilm-ovo vlasništvo namijenjeno zabavi.
Chau je započela svoju karijeru u LucasFilmu 1991. kao glavna financijska službenica i izabrana je za njezinu sadašnju poziciju 2003. Prije pridruživanja LucasFilmu, Chau je bila vješta poslovna rukovoditeljica s iskustvom u nekoliko industrija, i u najnovije vrijeme je bila glavni financijski i administrativni službenik Bell Atlantic Healthcare Systems-a. Ona je također držala poziciju unutar preprodaje, restorana, prodaji kapitala i financijsko-uslužnih tvrtka.  
Chau, singapurskog podrijetla, maturirala je engleski u Wellesley College-u i primila magisterij poslovno administrativnog stupnja na Stanford University-u.

## Vanjske poveznice
- Micheline Chau, Lucasfilm Ltd: Profile and Biography - Bloomberg Markets. Bloomberg. Pristupljeno 8. listopada 2021.
- Službena stranica LucasFilma